# Cemitério Judaico (Oberdorf am Ipf)

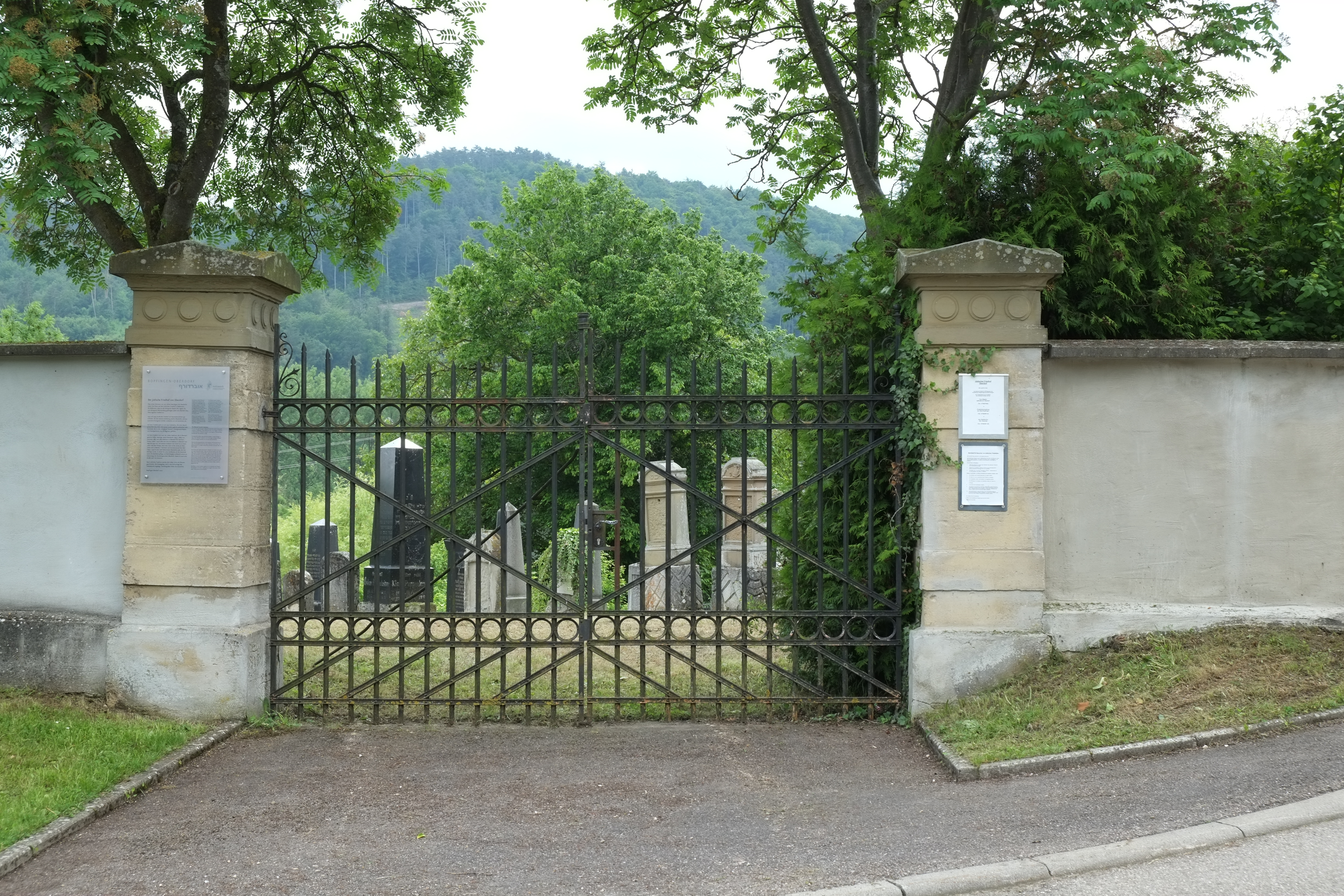
Entrada do cemitério na Karksteinstraße

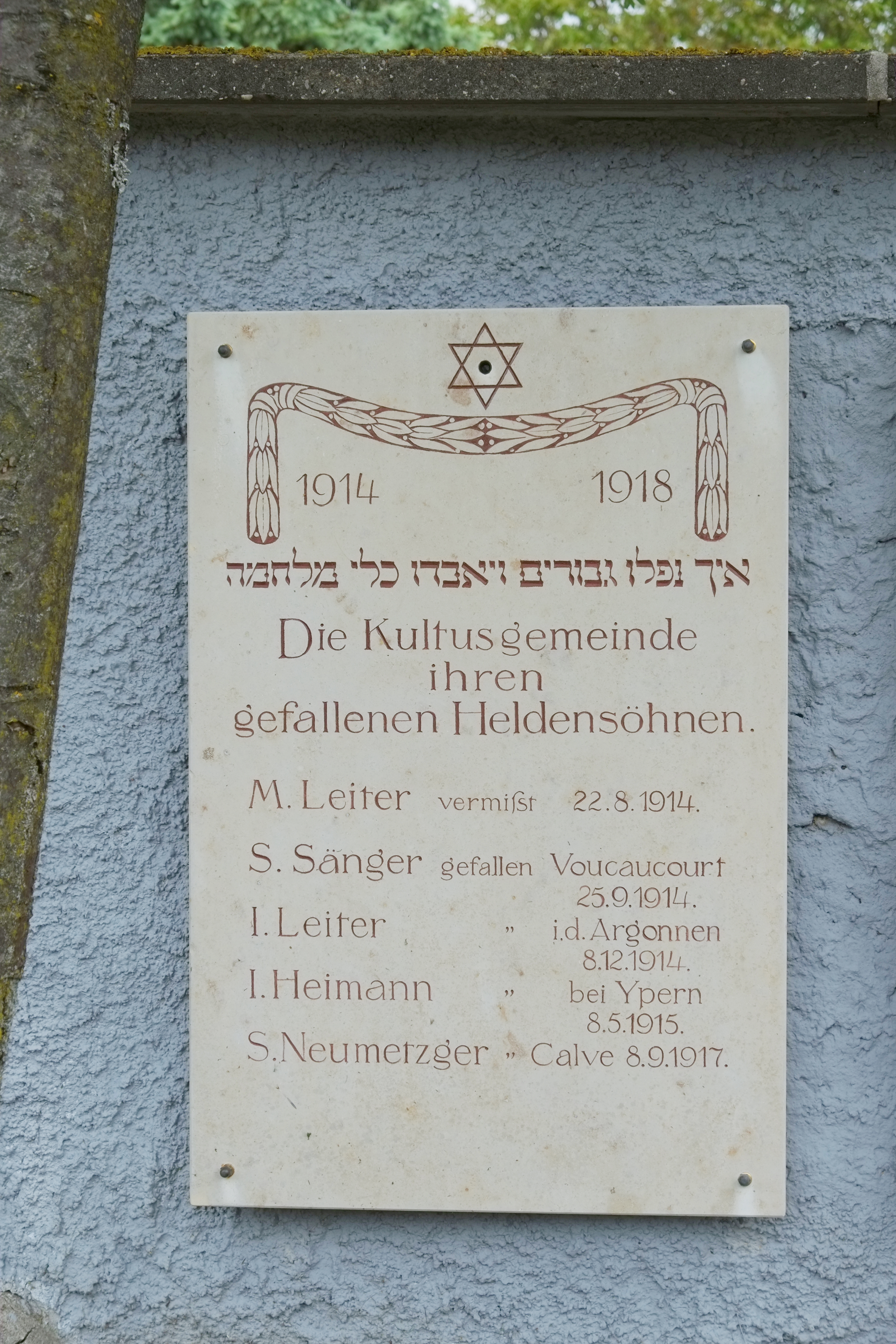
Placa memorial para os soldados das comunidades judaicas de Oberdorf, Aufhausen e Bopfingen que morreram durante a Primeira Guerra Mundial

O Cemitério Judaico de Oberdorf am Ipf (em alemão:  Jüdische Friedhof in Oberdorf am Ipf), um bairro de Bopfingen no Distrito dos Alpes Orientais em Baden-Württemberg, foi estabelecido em 1824. O cemitério judaico na Karksteinstraße, hoje no meio de uma nova área de desenvolvimento, é um monumento protegido.

## História
A comunidade judaica de Oberdorf am Ipf enterrava seus mortos no Cemitério Judaico de Wallerstein, que foi construído no início do século XVI, até que eles construíram seu próprio cemitério. Como Oberdorf am Ipf passou do Reino da Baviera para o Reino de Württemberg como resultado da troca territorial em 1810, os enterros em Wallerstein, agora em território estrangeiro, envolveram um grande esforço.
Os falecidos da comunidade judaica de Gmünd, fundada oficialmente em 1890, também foram enterrados em Oberdorf. Em 1903 o cemitério foi ampliado em cerca de 29 ares. Os últimos enterros ocorreram em 1947/48, quando os judeus poloneses, os chamados deslocados, foram enterrados.
Em 1952 a área do cemitério foi reduzida, a Taharahaus foi demolida e a parte ocidental do local foi vendida e construída com casas unifamiliares. Atualmente existem 469 matzevas no cemitério de 26,93 ares.

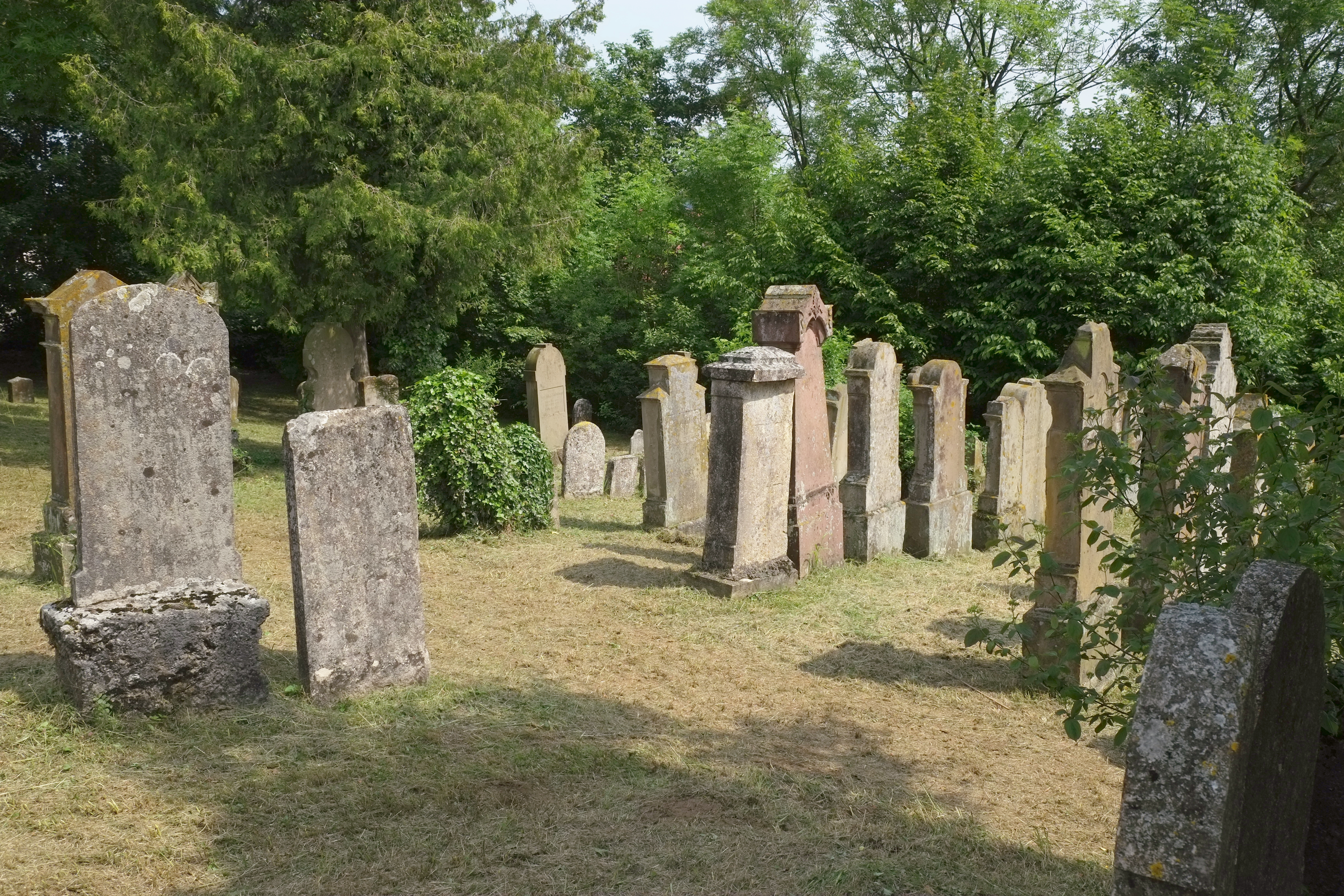
Vista do cemitério
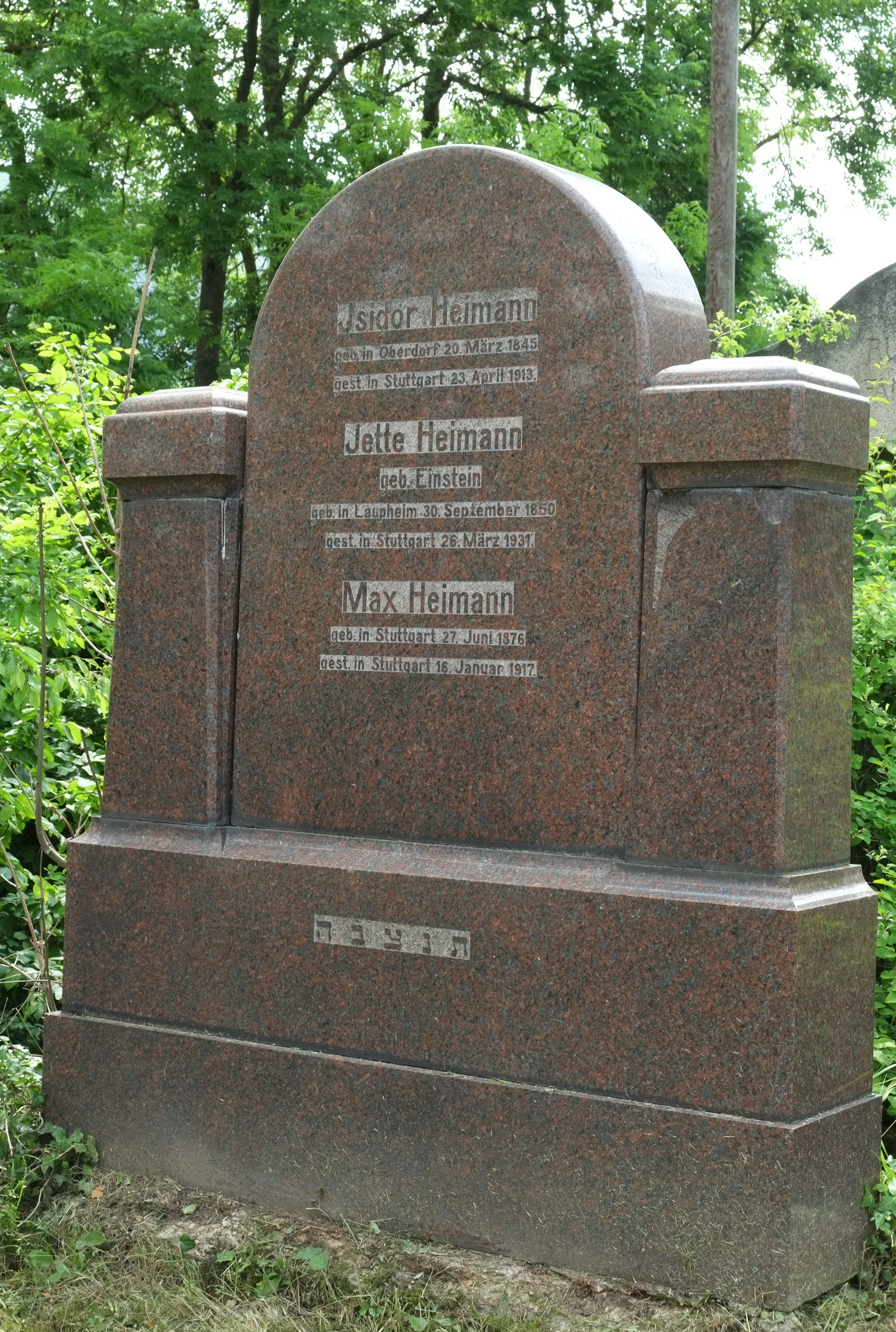
Lápide de Isidor, Jette e Max Heimann
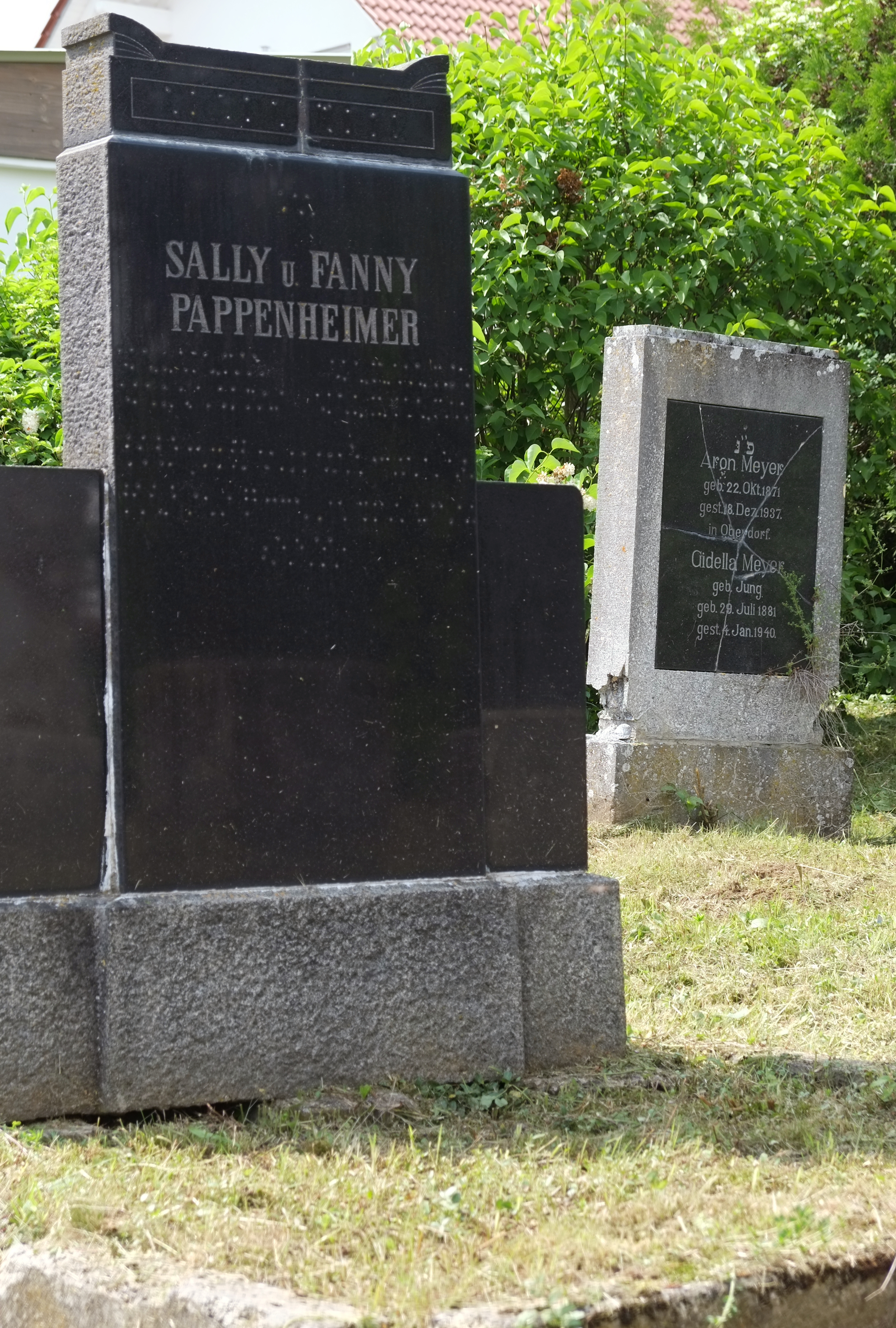
Lápide de Sally e Fanny Pappenheimer